# Alfonso Osorio García
Alfonso Osorio García (Santander, 13 de desembre de 1923 - Santander, 27 d'agost de 2018) fou un polític espanyol. Sobre ell hi va haver una ordre de captura internacional, acusat de participar en la massacre del 3 de març de Vitòria de 1976.

## Biografia
Va estudiar Dret a Oviedo. Va ser el número u a les oposicions a Jurídic Militar de l'Aire, on va ser coronel jurídic. Mentrestant, va aprovar les oposicions a advocat de l'Estat també amb el número u. El 1968 va ser president de RENFE. Més tard, va ser vicepresident de la multinacional BP (British Petroleum) a Espanya. Va ser també professor de Dret fiscal i Hisenda pública en l'ICADE.
Procurador en Corts pel terç familiar, des de 1965 fins a 1971 i conseller del Regne de 1969 a 1971, políticament era monàrquic i proper a la figura del llavors príncep d'Espanya, Joan Carles de Borbó. Va ser fundador del grup Tácito, un grup d'intel·lectuals que escrivien, publicaven en els millors diaris i exercien una certa influència política. La seva tendència política va ser la democràcia cristiana.
Després de la mort de Franco, Alfonso Osorio formà part d'Acció Ciutadana Liberal amb José María de Areilza, va ser ministre de la Presidència amb el primer govern del Rei Joan Carles I i posteriorment va ser nomenat vicepresident segon del Govern amb Adolfo Suárez, al com va subministrar bona part dels noms que conformarien el seu primer govern, el que va convocar les eleccions de 1977. Va tenir un actiu paper durant la Transició política espanyola com a conseller i confident d'Adolfo Suárez. Va ser senador per designació reial en les primeres corts democràtiques. A les 1979, per diferències amb Suárez, abandona el Govern i Unió de Centre Democràtic, fundant l'efímer Partit Democràtic Progressista i presentant-se a les eleccions integrat en Coalició Democràtica, encapçalada per Alianza Popular, partit amb el qual fou elegit diputat per Madrid a les eleccions generals espanyoles de 1982 i per Santander a les eleccions generals espanyoles de 1986.
Fou cavaller de l'Orde de Malta, i autor de diversos llibres sobre la transició política. Fou militant de base del Partit Popular. El 31 d'octubre de 2014 va ser ordenada la seva detenció per la jutgessa argentina María Servini per ser membre del consell de ministres responsable de la Massacre del 3 de març de Vitòria de 1976.

## Altres dades
Osorio es va convertir el 1961 en el primer espanyol a participar en el Desdejuni d'Oració Nacional dels Estats Units. Des de llavors ho ha fet almenys en 10 ocasions.

## Obres
- Alfonso XIII, amb Gabriel Cardona. ISBN 84-666-1061-8
- Trayectoria Política de un ministro de la Corona. ISBN 84-320-5664-2